# Зімниця
Зімни́ця (пол. Zimnica, нім. Kalter Bach) — річка в Польщі, у Любінському повіті Нижньосілезького воєводства. Ліва притока Одри (басейн Балтійського моря).

## Опис
Довжина річки 36 км, висота витоку над рівнем моря — 167  м, висота гирла над рівнем моря — 88  м, найкоротша відстань між витоком і гирлом — 22,99 км, коефіцієнт звивистості річки — 1,57 . Площа басейну водозбору 258,30  км².

## Розташування
Бере початок на північній стороні від Кжечина Малого. Спочатку тече переважно на південний схід через Любін, потім повертає на північний схід, тече через місто Сцинава і впадає у річку Одер.
Притоки: Бачина (пол. Baczyna) (права).

## Цікавий факт
- У пригирловій частині річка протікає через заказник Шцинавські Болота (пол. Ścinawskie Bagna).[1]

## Іхтіофауна
- У річці водиться пічкур звичайний, головень, колючка триголкова. Така риба характерна для невеликих водотоків.